# لارس أولف ناثان سود بريلوم

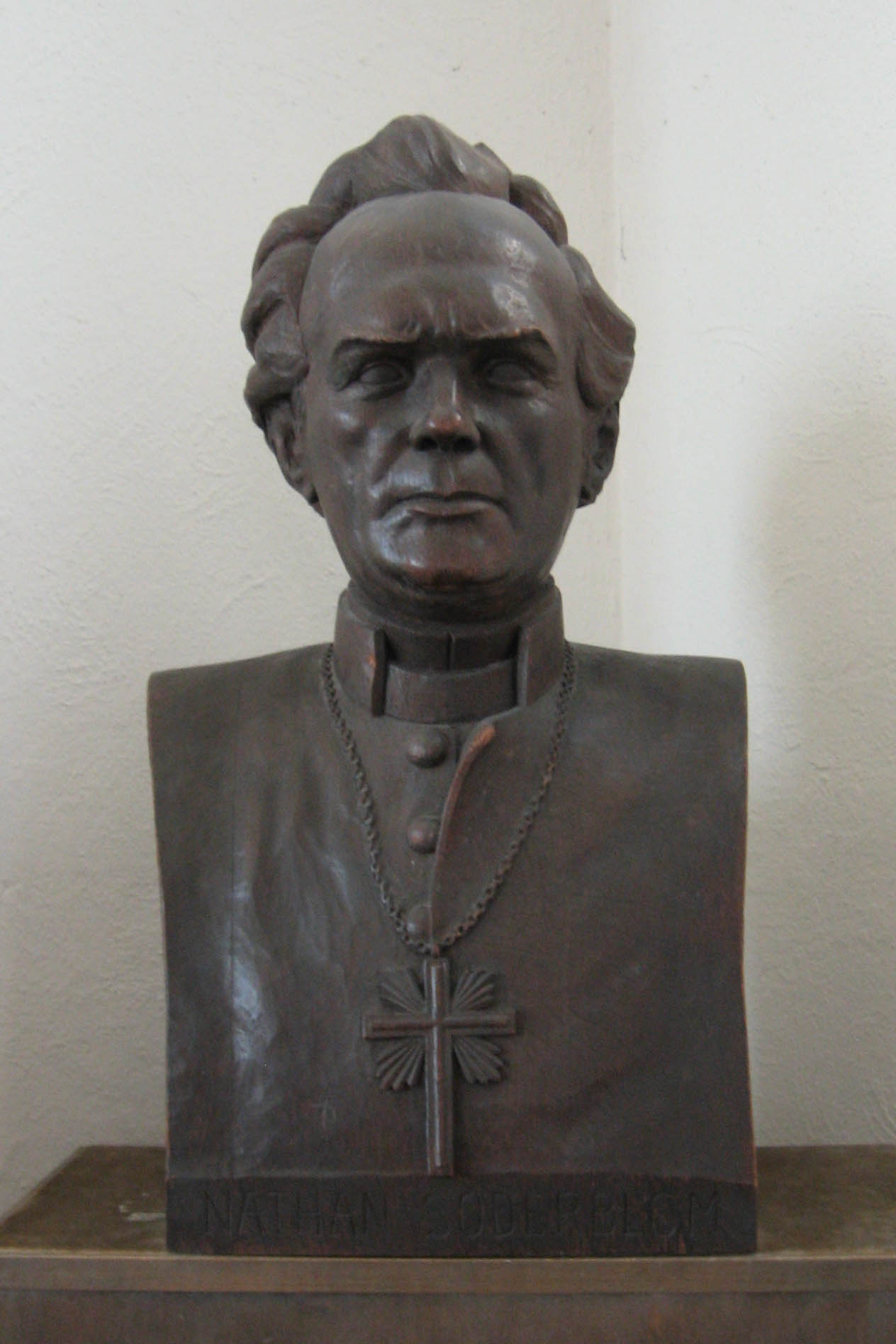
تمثال نصفي ناثان سودربلوم

لارس أولف ناثان سود بريلوم (بالسويدية: Nathan Söderblom) ولد في 15 يناير 1866 وتوفي في 12 يوليو 1931 هو رجل دين سويدي تحصل على جائزة نوبل للسلام سنة 1930.

## روابط خارجية
- لارس أولف ناثان سود بريلوم على موقع الموسوعة البريطانية (الإنجليزية)
- لارس أولف ناثان سود بريلوم على موقع ميوزك برينز (الإنجليزية)
- لارس أولف ناثان سود بريلوم على موقع إن إن دي بي (الإنجليزية)